# Kabinett Santana Lopes

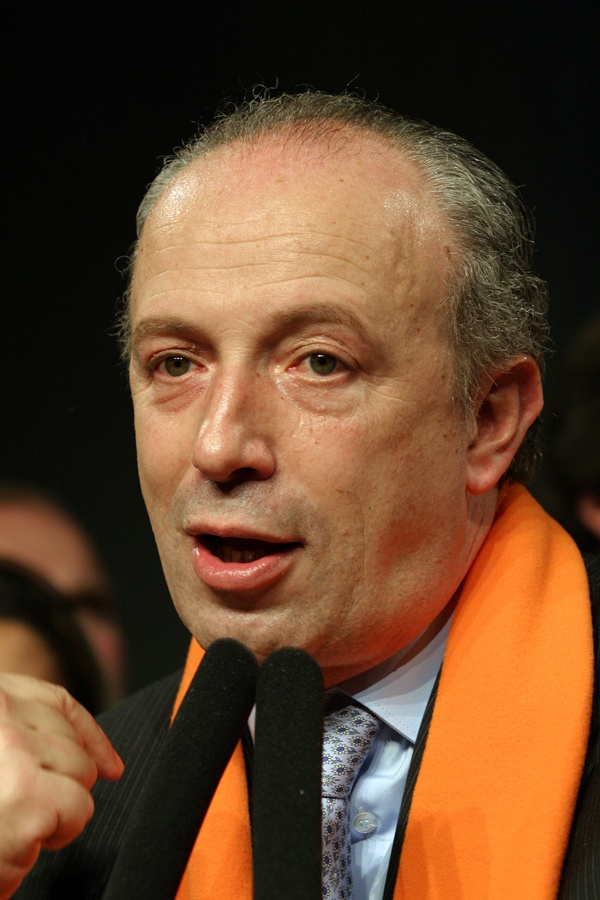
Premierminister Pedro Santana Lopes

Als Kabinett Santa Lopes wird die 16. verfassungsgemäße portugiesische Regierung nach der Nelkenrevolution 1974 unter Premierminister Pedro Santana Lopes bezeichnet, in Portugal auch XVI Governo Constitucional de Portugal, zu deutsch XVI. verfassungsgemäße Regierung von Portugal genannt.

## Regierung ohne Wahl
Nachdem sich der Europäische Rat am 29. Juni 2004 auf José Manuel Barroso als neuen Präsidenten der EU-Kommission geeinigt hatten und dieser daher von seinem Amt als Premierminister zurücktrat, nominierte Staatspräsident Jorge Sampaio in Abstimmung mit dem Vorgänger Barroso am 12. Juli den ehemaligen Bürgermeister der Hafenstadt Figueira da Foz, Pedro Santana Lopes, als neuen Premierminister der portugiesischen Republik. Dieser Schritt des Präsidenten kritisierten insbesondere die linken Parteien als auch Gewerkschaften und Medien Portugals. Die Ernennung Barrosos stürzte die Vorgängerregierung in eine tiefe Krise.
Santana Lopes wurde am 17. Juli 2004 von der parlamentarischen Mehrheit der Fraktionen der PSD und der CDS-PP gewählt und vereidigt. Staatspräsident Sampaio vereidigte zusätzlich die Minister Barreto, Portas und Morais Sarmento als Staatsminister. Insgesamt schuf Santana Lopes 17 Ministerien, davon nominierte 13 Minister der PSD und vier Koalitionspartei CDS-PP. Vier der Minister waren bereits in der Vorgängerregierung tätig.

## Regierungsprogramm
Santana Lopes sah die Hauptaufgabe seiner Regierung darin, die bereits gemachten Schritte der Vorgängerregierung fortzuführen und vor allem das Haushaltsdefizit Portugals zu senken und die portugiesische Wirtschaft zu sanieren. Des Weiteren versprach er den Bau zehn neuen Krankenhäuser und den Kampf gegen überfüllte Arztpraxen, als auch die Weiterführung der Dezentralisierung der staatlichen Verwaltung und die Modernisierung der Portugiesischen Streitkräfte und der Justiz. Zudem stellte er ein Referendum zur EU-Verfassung in Aussicht. Den Einsatz der Guarda Nacional Republicana im Irak stellte er nicht in Frage. Nach der Vorstellung des Programms in der Assembleia da República brachte jede einzelne Oppositionsparteien ein Misstrauensvotum ein, die Regierungsmehrheit stimmte wiederum geschlossen für das Programm. Die portugiesischen Wirtschaftsverbände kritisierten die Regierung als „unkreativ“, es fehle ihr an Ehrgeiz.

## Regierungszeit
Die Regierungszeit Santana Lopes’ prägten Krisen zwischen den beiden Koalitionsparteien, sodass sich Staatspräsident Jorge Sampaio bereits im November des gleichen Jahres dazu entschied für den März 2005 Neuwahlen anzukündigen. Auf Druck des Präsidenten reichte Santana Lopes den Rücktritt seiner Regierung ein, blieb aber bis zur Wahl noch geschäftsführend im Amt. Insgesamt regierte Premierminister Pedro Santana Lopes 238 Tage. In den Neuwahlen am 20. Februar 2005 löste José Sócrates die Mitte-rechts-Koalition mit einer absoluten Mehrheit der Partido Socialista ab.

## Zusammensetzung
| Amt                                                                               | Name                                                        | Partei |
| --------------------------------------------------------------------------------- | ----------------------------------------------------------- | ------ |
| Premierminister                                                                   | Pedro Santana Lopes                                         | PSD    |
| Ministerium für Wirtschaft und Arbeit                                             | Álvaro Barreto                                              | PSD    |
| Ministerium für Nationale Verteidigung                                            | Paulo Portas                                                | CDS-PP |
| Ministerium für Präsidentschaftsangelegenheiten                                   | Nuno Morais Sarmento                                        | PSD    |
| Ministerium für Finanzen und öffentliche Verwaltung                               | António Bagão Félix                                         | CDS-PP |
| Ministerium für Auswärtige Angelegenheiten und der portugiesischen Gemeinschaften | António Vítor Martins Monteiro                              | PSD    |
| Ministerium für Inneres                                                           | Daniel Sanches                                              | PSD    |
| Ministerium für Justiz                                                            | José Pedro Aguiar-Branco                                    | PSD    |
| Ministerium für Wohnen, Städte und lokale Entwicklung und Verwaltung              | José Luís Arnaut                                            | PSD    |
| Ministerium für Land- und Forstwirtschaft und Fischerei                           | Carlos da Costa Neves                                       | PSD    |
| Ministerium für Bildung                                                           | Maria do Carmo Seabra                                       | PSD    |
| Ministerium für Gesundheit                                                        | Luís Filipe Pereira                                         | PSD    |
| Ministerium für Wissenschaft, Technologie und Hochschulbildung                    | Maria da Graça Carvalho                                     | PSD    |
| Ministerium für Kultur                                                            | Maria João Bustorff                                         | PSD    |
| Ministerium für Sozialsicherung, Familie und Kinder                               | Fernando Negrão                                             | PSD    |
| Ministerium für öffentliche Bauten, Verkehr und Kommunikation                     | António Mexia                                               | PSD    |
| Ministerium für Umwelt und Liegenschaftsverwaltung                                | Luís Nobre Guedes                                           | CDS-PP |
| Ministerium für Tourismus                                                         | Telmo Correia                                               | CDS-PP |
| Ministerium für Parlamentsangelegenheiten                                         | Rui Gomes da Silva                                          | PSD    |
| Ministerium für Parlamentsangelegenheiten                                         | Nuno Morais Sarmento (ab 24. November 2004)                 |        |
| Assistent des Premierministers im Range eines Ministers                           | Henrique Chaves (bis 24. November 2004)                     | PSD    |
| Assistent des Premierministers im Range eines Ministers                           | Rui Gomes da Silva (ab 24. November 2004)                   | PSD    |
| Ministerium für Jugend, Sport und Rehabilitation                                  | Henrique Chaves (ab 24. November 2004 bis 2. Dezember 2004) | PSD    |
| Ministerium für Jugend, Sport und Rehabilitation                                  | unbesetzt (ab 2. Dezember 2004)                             |        |